# 핫토촌
핫토촌(八東村)은 돗토리현에 있던 촌이다. 같은 자치체인 돗토리현 야즈군에 있던 핫토정은 별개의 지방 자치단체이다.